# Temptations
«Temptations» — третий и заключительный сингл Тупака Шакура с его третьего альбома Me Against the World. На песню был снят видеоклип, в котором приняли участие рэп-артисты Западного побережья — Ice-T, Coolio, B-Real, Warren G, Salt-N-Pepa, Treach, Bill Bellamy, Jada Pinkett Smith; хотя самого Тупака в клипе не было, так как он отбывал тюремный срок.
«Temptations» в 1998 году вошёл в сборник Greatest Hits.

## Дорожки
- CD

1. «Temptations» (radio edit) — 4:27
2. «Temptations» (Battlecat hip-hop mix — clean edit) — 5:07

- Промо 12"

Сторона «А»
- A1 «Temptations» (clean radio edit) — (4:27)
- A2 «Temptations» (album version) — (5:00)
- A3 «Temptations» (instrumental) — (4:58)

Сторона «Б»
- Б1 «Temptations» (Battlecat hip-hop mix) — (5:07)
- Б2 «Temptations» (Battlecat club mix) — (5:46)
- Б3 «Temptations» (Battlecat club mix instrumental) — (5:03)

## Семплы
- «Sing a Simple Song» — Sly & the Family Stone
- «Watch Yo’ Nuggets» — Redman
- «Computer Love» — Zapp